# Pobjeda
«Pobjeda» — музичний альбом гурту Hladno pivo. Виданий 1999 року лейблом Gajba Records і Dancing Bear. Загальна тривалість композицій становить 39:09. Альбом відносять до напрямку поп-рок.

## Список пісень
1. «Kad ti život udahnem» — 4:10
2. «Svi smo ga mi voljeli» — 2:49
3. «Debeli» — 1:42
4. «Sastanak u parku» — 3:11
5. «Šef gradilišta» — 3:58
6. «Pijan» — 3:22
7. «Trijezan» — 0:42
8. «Politika» — 3:26
9. «Aleksandar veliki» — 2:08
10. «Bačkizagre stuhpa šeja» — 3:00
11. «Svirka» — 1:55
12. «Nije sve ni u pari» — 2:16
13. «Maderfakersi» — 3:33
14. «Motor» — 2:51